# Suphrodytes dorsalis
Suphrodytes dorsalis là một loài bọ cánh cứng trong họ Bọ nước. Loài này được Fabricius miêu tả khoa học năm 1787.

## Hình ảnh

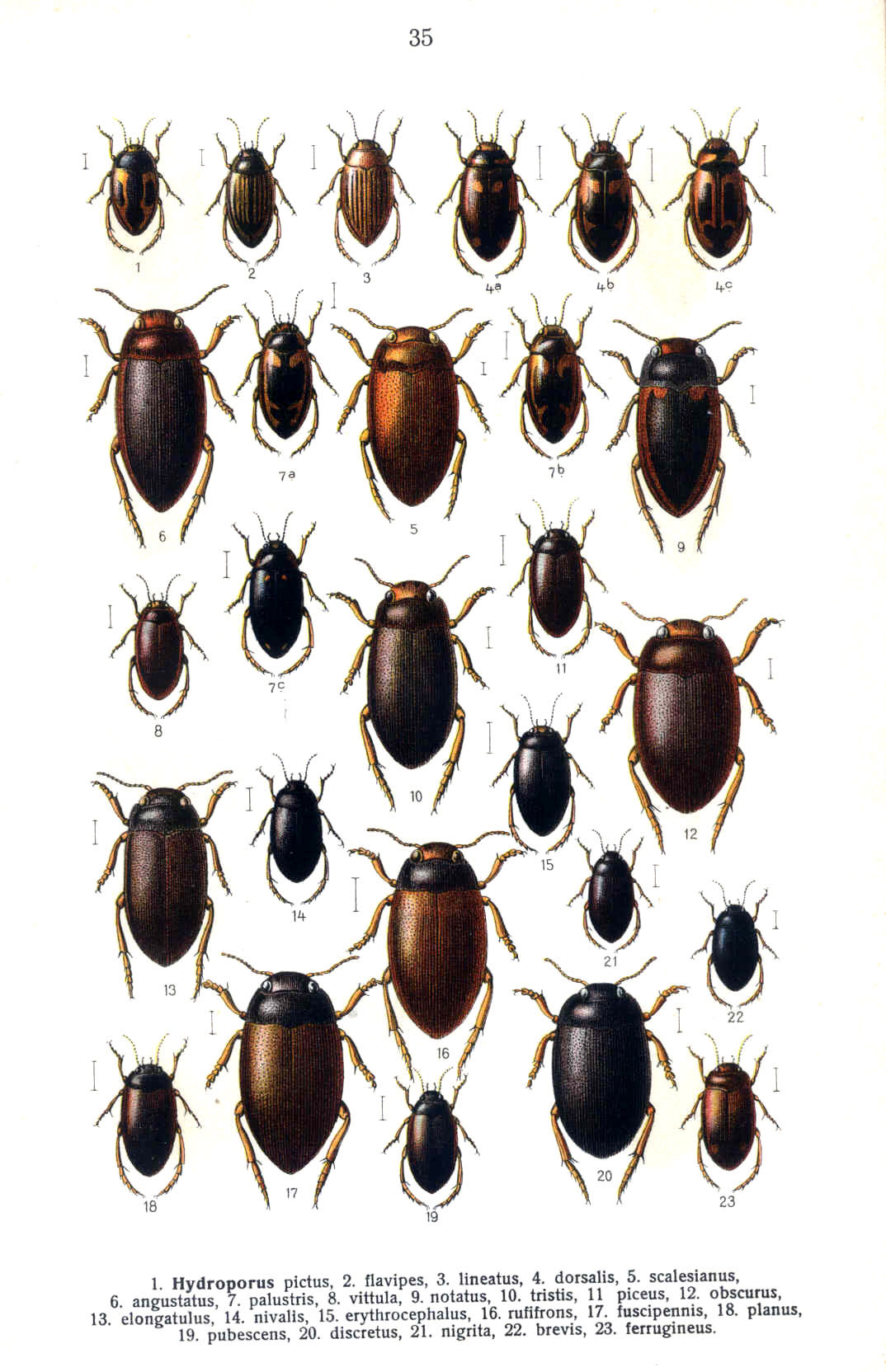
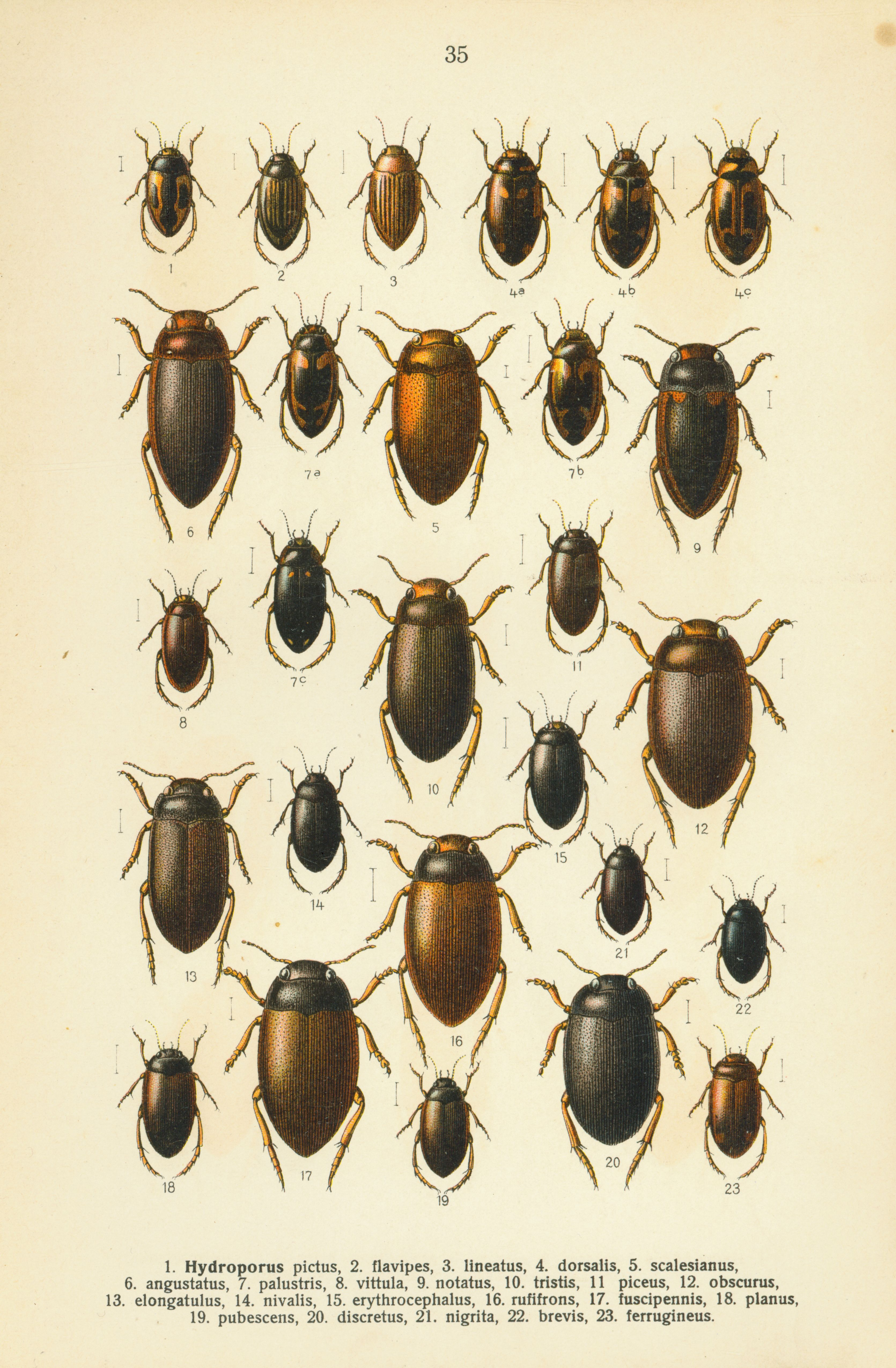